# Lirceolus nidulus
Lirceolus nidulus és una espècie de crustaci isòpode pertanyent a la família dels asèl·lids.

## Hàbitat i distribució geogràfica
Es troba a un llac freàtic i fondo de la cova Border (el comtat de Culbertson, Texas, els Estats Units).